# Pompejus Brigido von Bresowitz
Pompejus Graf Brigido von Bresowitz, Freiherr von Marenfels (* 20. Juli 1729 in Triest, Heiliges Römisches Reich; † 20. August 1811 in Triest, Kaisertum Österreich) war Präsident der Landesadministration des Temescher Banats, Gouverneur und Militärkommandant von Triest.

## Leben und Wirken
Die Familie väterlicherseits stammte aus Capua. Sein Vater war Johann Jakob Hieronymus Brigido und seine Mutter Maria Polixena Gräfin Prihovski aus Prag.
Pompejus Brigido war zuerst Kreishauptmann der Südkrain mit Sitz in Adelsberg, danach Kommissär für die Grenzregulierung zwischen Görz, Krain, Kärnten, den österreichischen Litorale und der Republik Venedig. Von 1775 bis 1777 war er Vizepräsident des galizisch-lodomerischen Landesguberniums.
Im Jahr 1777 wurde Pompejus Brigido in den Grafenstand erhoben. Im gleichen Jahr übernahm er die Präsidentschaft der Landesadministration des Temescher Banats. Dieses Amt, das er von seinem Bruder Josef Brigido übernahm, hatte er bis 1779 inne. Hier wurde seine Tochter Polyxena Cäcilia Josefa am 9. Juli 1777 geboren. Pompejus Brigido war der letzte Präsident der k.k. Krondomäne Temescher Banat, die 1778 aufgelöst und 1779 in das Habsburgische Königreich Ungarn eingegliedert wurde.
1779 wurde er Präses beim königlichen Amt in Schlesien und 1785 Gouverneur in Triest und Landeshauptmann der Grafschaften Görz und Gradiska, ab 1794 Militärkommandant von Triest. 1795 übernahm Pompejus Brigido das Amt des Präses des Triester Merkantil- und Wechselgerichts, anschließend wurde er Wirklicher Geheimer Rat und schließlich Kämmerer. Im Jahr 1803 ging er in Pension.